# Passage des Lingères
Passage des Lingères är en passage i Quartier des Halles i Paris första arrondissement. Gatan är uppkallad efter den numera försvunna Porte des Lingères. Passage des Lingères börjar vid Place Marguerite-de-Navarre och Rue des Halles och slutar vid Rue Berger 21.

## Bilder
| - Gatuskylt. - Passage des Lingères. |

## Omgivningar
- Saint-Eustache
- Saint-Leu-Saint-Gilles
- Saint-Merri
- Fontaine des Innocents
- Place Joachim-du-Bellay
- Hallarna
- Rue des Innocents
- Rue de la Ferronnerie
- Place Marguerite-de-Navarre

## Kommunikationer
- Tunnelbana – linje  – Les Halles
- Tunnelbana – linjerna      – Châtelet
- Busshållplats Les Halles – Centre Georges-Pompidou – Paris bussnät

### Webbkällor
- ”Passage des Lingères”. Mairie de Paris. https://web.archive.org/web/20160303202849/http://www.v2asp.paris.fr/commun/v2asp/v2/nomenclature_voies/Voieactu/5632.nom.htm. Läst 14 september 2022.
- ”Passage des Lingères (1er arrondissement)”. Les rues de Paris. https://web.archive.org/web/20191019021917/http://www.parisrues.com/rues01/paris-01-passage-des-lingeres.html. Läst 14 september 2022.